# Сервилий Вация
Сервилий Вация (на латински: Servilius Vatia; † 68 пр.н.е.) e политик на късната Римска република.
През 68 пр.н.е. е избран за суфектконсул на мястото на умрелия в началото на годината консул Луций Цецилий Метел заедно с Квинт Марций Рекс. Вация умира преди да встъпи в длъжност.